# ジョセフソン効果

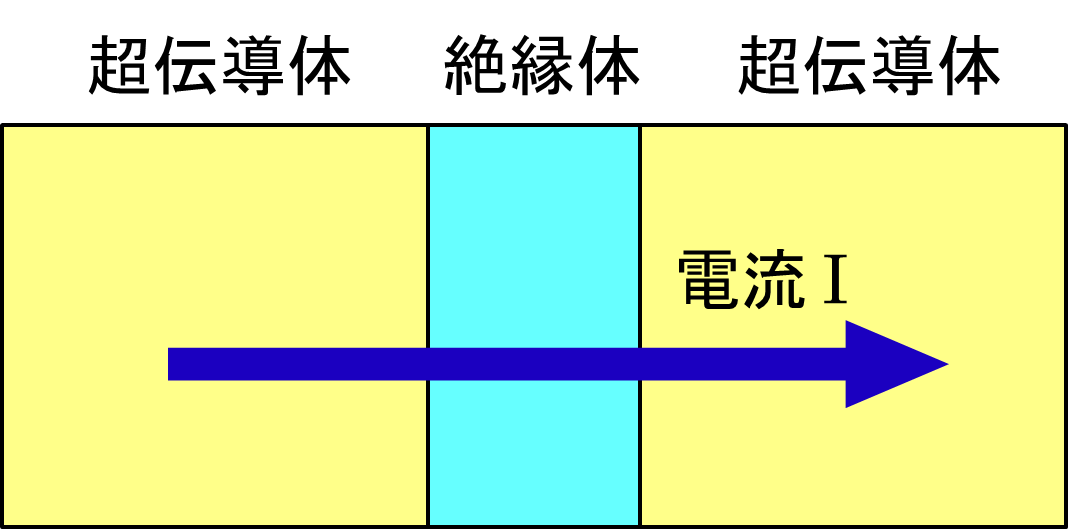
このような二つの超伝導体の間に絶縁体などの障壁がある接合において、障壁層がきわめて薄いとき、超伝導体間に超伝導電流が流れる。この接合をジョセフソン接合といい、流れる電流をジョセフソン電流という。

ジョセフソン効果（ジョセフソンこうか、英: Josephson effect）は、弱く結合した2つの超伝導体の間に、超伝導電子対のトンネル効果によって超伝導電流が流れる現象である。1962年に、当時ケンブリッジ大学の大学院生だったブライアン・ジョセフソンによって理論的に導かれ、ベル研究所のアンダーソンとローウェルによって実験的に検証された。1973年、ブライアン・ジョセフソンは江崎玲於奈らと共にジョゼフソン効果の研究によりノーベル物理学賞を受賞した。波動関数の位相というミクロな量をマクロに観測できるという点で、超伝導の特徴を最も端的に示す現象と言うことができる。超伝導量子干渉計（英: SQUID）のようなジョセフソン効果による量子力学回路の重要な実用例もある。
弱結合の種類としては、トンネル接合、サブミクロンサイズのブリッジ、ポイントコンタクト等がある。また、トンネル障壁としては厚さ 2 nm 程度の絶縁体、厚さ 10 nm 程度の常伝導金属あるいは半導体等が使われる。弱結合を介して流れる超伝導電流をジョセフソン電流、ジョセフソン効果を示すトンネル接合をジョセフソン接合と呼ぶ。電子デバイスとして扱われる場合はジョセフソン素子と呼ばれる。

## 原理
超伝導状態の物質はその内部で、すべてのクーパー対がボースアインシュタイン凝縮により全体として1つの巨大な電子対としてふるまう。つまり、このとき超伝導を示す電子の物質波の位相は巨大量子化によって物質の隅々まで全く同じ状態になる。ミクロでしか作用しなかった量子効果が、超伝導によってマクロな巨大量子状態になって現れたことになる。
仮に2つの超伝導物質を、最初は離したままで常伝導から超伝導へと変えてやると、これらの内部にも完全に位相のそろった大きな電子対をそれぞれ抱えた大きな塊が2つ出来上がる。これら2つの塊は物質波の位相が不揃いであり、近づければ位相を揃えた1つの塊になろうと位相差分の電流が片方からもう一方へと流れる。このとき電位差は存在しないのに、電流だけが流れる。これがジョセフソン電流である。

### 基本式
以下では、理想的なジョセフソン接合についてその原理を述べる。ジョセフソン効果は次の式によって記述される。
1. {\displaystyle {\frac {}{}}I(t)=I_{c}\sin \varphi (t)}
2. {\displaystyle V(t)={\frac {\hbar }{2e}}{\frac {\partial \varphi }{\partial t}}}

ここで V(t) は接合両端の電圧、I(t) はジョセフソン電流、φ(t) は2つの超伝導体の波動関数の位相差である。1番目の式は超伝導電流と位相差の関係を、2番目の式は電圧が位相差の時間変化率と結びついていることを表している。Ic を臨界電流と呼び、次のアンベガオカ・バラトフ (Ambegaokar-Baratoff) の関係式で与えられる。
{\displaystyle I_{c}={\frac {\pi \Delta (T)}{2eR}}\tanh {\frac {\Delta (T)}{2kT}}}
ここで Δ(T) は超伝導体のエネルギーギャップ、T は温度、R は接合のトンネル抵抗、k はボルツマン定数である。ジョセフソン効果には、直流ジョセフソン効果（英: direct current Josephson effect）と交流ジョセフソン効果（英: alternative current Josephson effect）がある。

### 直流ジョセフソン効果
ジョセフソン接合と定電流源をつなぎ、Ic より小さい、時間的に一定の電流を流したとする。このとき位相差は1番目の式で決まる値に固定され、∂φ/∂t = 0 である。よって電圧降下は発生しない。このように電圧降下を伴わずに接合に直流電流が流れる現象を直流ジョセフソン効果と呼ぶ。

### 交流ジョセフソン効果
ジョセフソン接合の両端に電圧をかけた場合を考える。このような状況は、例えばジョセフソン接合に並列に抵抗素子を接続した系にIc 以上の電流を流すことによって実現できる。簡単のため電圧は時間的に一定とする。このとき第2の式より、位相差は一定の速度で変化を続ける。ところで第1の式より、超伝導電流は位相差の周期関数であることから、このとき交流の超伝導電流が発生する。その周波数は電圧1ミリボルトあたり 483.5979 GHz である。この関係は材料等に依存せず、電気素量とプランク定数のみで定まるため、完璧な周波数電圧変換機（FVC）となる。このように接合に有限電圧がかかっているときに交流電流が流れる現象を交流ジョセフソン効果と呼ぶ。この効果はジョセフソン接合によるマイクロ波の吸収および放出によって確認できる。交流ジョセフソン効果は、後に述べるように電圧標準として用いられる。

### 磁場の効果
ジョセフソン効果の特徴として、磁場に敏感なことが挙げられる。接合面に水平に磁場をかけたとき、ジョセフソン電流は次の形に書くことができる。
{\displaystyle I=I_{c}\sin \varphi (t,0){\frac {\sin \left(\pi \Phi /\Phi _{0}\right)}{\pi \Phi /\Phi _{0}}}}
ここで φ(t,0) は接合の中心における位相差、Φ は接合を横切る磁束、Φ0 は磁束量子である。これから、最大ジョセフソン電流は次のように磁束によって変調されることがわかる。
{\displaystyle I_{\mathrm {max} }=I_{c}\left|{\frac {\sin \left(\pi \Phi /\Phi _{0}\right)}{\pi \Phi /\Phi _{0}}}\right|}
上式は、光学とのアナロジーからしばしばフラウンホーファーパターンあるいは干渉パターンと呼ばれる。このようにジョセフソン電流は磁束量子（約 2.07×10−15 Wb）オーダーの磁束に敏感に反応することから、超伝導量子干渉計のような磁束計としての応用が可能である。

## 電圧標準としての利用
交流ジョセフソン効果は、電圧のSI単位であるボルトを現示するための電圧標準として用いられている。ジョセフソン素子にマイクロ波を照射すると、シャピロステップと呼ばれるステップ状の電流-電圧特性が観測される。照射されるマイクロ波の周波数が f のとき、整数 n で表される量子化の次数に対応するステップの電圧は Vn = nf/KJ で与えられる。係数 KJ はジョセフソン定数と呼ばれ、電気素量 e とプランク定数 h に KJ = 2e/h で理論的に関係付けられている。
2019年5月に発効した新しいSIの定義において、電気素量とプランク定数の値は不確かさのない定義値であり、これらと関係付けられるジョセフソン定数の値も不確かさのない定義値である。
その値（15桁）は KJ = 2e/h =  483597.848416983... GHz/V である。なお、2018 CODATA推奨値は、483597.8484... GHz/V と10桁の数値としている。
なお、新しいSIが発効する以前は、電圧標準に用いる値として1990年の協定値 KJ-90 = 483597.9 GHz/V が使用されていた。